# Aptoceras margaritatus
Aptoceras margaritatus is een rechtvleugelig insect uit de familie van de veldsprinkhanen (Acrididae). De wetenschappelijke naam van deze soort is voor het eerst geldig gepubliceerd in 1908 door Lawrence Bruner.